# باشگاه فوتبال ژلیزنیچار سارایوو
باشگاه فوتبال ژلیزنیچار سارایوو 
(به بوسنیایی: FK Željezničar Sarajevo) یک باشگاه فوتبال در شهر سارایوو، بوسنی و هرزگوین است.
این باشگاه در سال ۱۹۲۱ تأسیس شده است و سابقه ۶ قهرمانی در لیگ برتر فوتبال بوسنی و هرزگوین و ۵ قهرمانی در جام حذفی فوتبال بوسنی و هرزگوین را دارد.

## افتخارات

### لیگ
- لیگ بوسنی (زیر نظر یوگسلاوی)
  - قهرمان (۱): ۱۹۴۵-۴۶
- لیگ دسته اول فوتبال یوگسلاوی
  - قهرمان (۱): ۱۹۷۱–۷۲
  - نایب قهرمان (۱): ۱۹۷۰–۷۱
- لیگ دسته دوم فوتبال یوگسلاوی
  - قهرمان (۳): ۱۹۵۶–۵۷ (zone II A), ۱۹۶۱–۶۲ (غرب), ۱۹۷۷–۷۸ (غرب)
  - نایب قهرمان (۱): ۱۹۵۳–۵۴
- لیگ برتر فوتبال بوسنی و هرزگوین:
  - قهرمان (۶):
    - ۱۹۹۷–۹۸ (on ethnical principles with playoffs at the end of the session between the best First League of Football Association of Bosnia and Herzegovina and First League of Herzeg-Bosnia teams)،
    - ۲۰۰۰–۰۱، ۲۰۰۱–۰۲ (without clubs from جمهوری صرب بوسنی)
    - ۲۰۰۹–۱۰، ۲۰۱۱–۱۲، ۲۰۱۲–۱۳

  - نایب قهرمان (۳): ۲۰۰۲–۰۳، ۲۰۰۳–۰۴، ۲۰۰۴–۰۵

### جام
- جام حذفی فوتبال یوگسلاوی:
  - نایب قهرمان (۱): ۱۹۸۰–۸۱
- جام حذفی فوتبال بوسنی و هرزگوین:
  - قهرمان (۵): ۱۹۹۹-۲۰۰۰، ۲۰۰۰–۰۱، ۲۰۰۲–۰۳، ۲۰۱۰–۱۱، ۲۰۱۱–۱۲
  - نایب قهرمان (۳): ۱۹۹۶–۹۷، ۲۰۰۱–۰۲، ۲۰۰۹–۱۰، ۲۰۱۲–۱۳
- سوپر جام فوتبال بوسنی و هرزگوین:
  - قهرمان (۲): ۱۹۹۸، ۲۰۰۰

### اروپا
- جام یوفا:
  - نیمه نهایی: ۱۹۸۴–۸۵
  - یک چهارم نهایی: ۱۹۷۱–۷۲